# DSB's havarigruppe
DSB's Havarigruppe blev etableret 1. november 1971 og forestod til nedlæggelsen 31. juli 1996 undersøgelsen af alle alvorlige uheld og hændelser på DSB's område.
Etablering af Havarigruppen var forårsaget af Lyntogsulykken 10. august 1967 og ikke mindst en anbefaling i beretningen fra den efter ulykken nedsatte kommissionsdomstol.
Gruppen bestod af interne, uafhængige eksperter; to medlemmer fra hvert af områderne sporteknik, sikringsteknik, materielteknik og trafiksikkerhed. Gruppens opgave var at undersøge uheldene for DSB's generaldirektør, og derfor rapporterede gruppen reelt alene til denne.
Havarigruppens undersøgelsesrapporter blev fremstillet i et meget lille oplag, alene til brug for generaldirektøren, og rapporterne er for hovedpartens vedkommende aldrig blevet offentliggjort. I de sidste år af havarigruppens eksistens blev rapporterne udformet således, at de kunne offentliggøres (i hovedsagen ved at implicerede personer blev holdt anonyme).
DSB's havarigruppe, der blev etableret på baggrund af lyntogsulykken i 1967, undersøgte som det første uheld sammenstyrtningen af broen ved Kværkeby 22. december 1971 og sluttede efter over 70 undersøgelser med kollisionen på Grønnehave station 15. juli 1996 (der ligesom en enkelt anden undersøgelse – kollisionen 7. oktober 1994 på Ålsgårde station på HHGB – blev foretaget for Tilsynet med Privatbanerne).
Havarigruppen blev nedlagt i 1996, da undersøgelsesmyndigheden overgik til Jernbanetilsynet, men DSB (fra 1. januar 1997 DSB og Banestyrelsen) videreførte i 1997 en fælles intern undersøgelsesgruppe, der ud over at undersøge et par hændelser, som Jernbanetilsynet ikke undersøgte, ikke fik betydning for undersøgelsen af jernbaneulykker i Danmark. Ved DSB var undersøgelse af ulykker og hændelser derefter forankret i sikkerhedsafdelingen, og først noget senere oprettedes en selvstændig intern undersøgelsesafdeling med henblik på undersøgelse af alle uheld og sikkerhedsmæssige hændelser, hvor DSB er involveret.